# Poessa argenteofrenata
Genre
Espèce
Poessa argenteofrenata, unique représentant du genre Poessa, est une espèce d'araignées aranéomorphes de la famille des Salticidae.

## Distribution
Cette espèce est endémique de Madagascar.

## Description
Le mâle holotype mesure 4,5 mm.

## Publication originale
- Simon, 1902 : Études arachnologiques. 31e Mémoire. LI. Descriptions d'espèces nouvelles de la famille des Salticidae (suite). Annales de la Société Entomologique de France, vol. 71 p. 389-421 (texte intégral).